# Clubiona nicholsi
Clubiona nicholsi là một loài nhện trong họ Clubionidae.
Loài này thuộc chi Clubiona. Clubiona nicholsi được Willis J. Gertsch miêu tả năm 1941.